# Arhimedov aksiom
Arhimedov aksióm [arhimédov ~] (tudi Arhimedovo načelo, Arhimedova lastnost) v matematiki in še posebej v abstraktni algebri in analizi pravi, da za vsako realno število x obstaja naravno število n, ki je večje od x. Poleg tega realna števila tvorijo polni obseg, ker ima vsako Cauchyjevo zaporedje realnih števil enolično določeno limito. S temi lastnostmi so realna števila točno določena kot algebrska struktura: vsak poln linearno urejeni obseg, ki zadošča Arhimedovemu aksiomu, je izomorfen realnim številom. Lastnost velja za nekatere algebrske strukture, kot so urejene ali normirane grupe in polja. Lastnost kaže na to, da struktura ne poseduje neskončno velikih ali neskončno malih elementov. 
Aksiom je formuliral Arhimed v delu O krogli in valju. Pred njim ga je poznal Evdoks in ga imenujejo tudi Evdoksov aksiom. Aksiom je po Arhimedu poimenoval Otto Stolz, ker je bil v Arhimedovem delu zapisan kot aksiom V.
Pomen Arhimedovega aksioma so v celoti pojasnili v 19. stoletju, ko so našli količine, za katere aksiom ni v skladu (glej nestandardna analiza).